# Picassos eventyr
Picassos eventyr er en svensk komediefilm fra 1978 instrueret af Tage Danielsson, der skrev manuskriptet i samarbejde med Hans Alfredson. I filmen medvirker personer såsom Gösta Ekman, Margaretha Krook, Lena Olin, Birgitta Andersson og Lena Nyman. Filmen er en farceagtig biografisk film om Pablo Picasso, der følger hans tidlige år, hans senere alder og til årene lige før hans død. Det var det sidste gennemførte filmprojekt mellem Danielsson og Alfredson.
Picassos eventyr havde premiere den 20. maj 1978 og udkom i Danmark tre måneder senere den 24. august. Filmen modtog for det meste blandede anmeldelser fra kritikere, men var en kommerciel succes idet den blev set af over 1500000 mennesker alene i Sverige. Ved dette års Guldbagge-prisuddeling vandt filmen prisen for bedste film.

## Medvirkende (i udvalg)
- Gösta Ekman som Pablo Picasso
- Gösta Winbergh som Picassos sangstemme
- Hans Alfredson som Don José
- Margaretha Krook som Doña Maria
- Bernard Cribbins som Gertrude Stein
- Lennart Nyman som Henri Rousseau
- Per Oscarsson som Guillaume Apollinaire
- Elisabeth Söderström som Mimi
- Birgitta Andersson som Ingrid Svensson-Guggenheim
- Magnus Härenstam som Adolf Hitler
- Sune Mangs som Winston Churchill
- Lena Nyman som Sirkka
- Lasse Pöysti som Sirkkas far
- Birgitta Ulfsson som Sirkkas mor
- Per I. Gedin som Rembrandt
- Per Åhlin som Georges Braque
- Rolv Wesenlund som Grieg
- Lars-Åke von Vultée som Erik Satie
- Olle Ljungberg som Ernest Hemingway
- Toivo Pawlo som Elsa Beskow
- Sven Lindberg som Albert Schweitzer
- Bengt Brunskog som gadefejer